# Segunda Epístola a Timóteo
A Segunda Epístola a Timóteo, geralmente referida apenas como II Timóteo, é o décimo-sexto livro do Novo Testamento da Bíblia, a segunda carta que o apóstolo Paulo redigiu a Timóteo e a última epístola de Paulo em ordem cronológica.

## Estrutura
A Tradução Brasileira da Bíblia organiza os capítulos da seguinte maneira:
Capítulo 1
- versículos 1-2 - Prefácio e saudação
- versículos 3-14 - A exortação à firmeza e à constância no ministério
- versículos 15-18 - Fígelo, Hermógenes e Onesíforo

Capítulo 2
- versículos 1-13 - Exortação à diligência e à paciência
- versículos 14-26 - Conduta a seguir com aqueles que se afastam da sã doutrina

Capítulo 3
- versículos 1-17 - Extrema corrupção nos últimos tempos. Exortações

Capítulo 4
- versículos 1-8 - Exortação à perseverança em pregar
- versículos 9-18 - Deseja ver a Timóteo. Abandonado pelos homens, porém não por Deus
- versículos 19-21 - Conclusão
- versículo 22 - A bênção

## Contexto histórico
Foi escrita na prisão, em Roma, provavelmente no ano 67 D.C., onde Paulo estava preso pela segunda vez, pouco antes de sua morte. Pensou na capa que deixara em Trôade, junto com os pergaminhos. Se estivessem agora em suas mãos! Pediu uma pena, tinta e pergaminho, e obteve permissão para escrever ao amado amigo Timóteo que dirigia a igreja em Éfeso.
Nesta segunda carta, o tema central desloca-se da comunidade de Éfeso para a relação pessoal entre Paulo e Timóteo. Próximo de seu martírio, Paulo deseja rever Timóteo e o exorta a manter-se perseverante, mesmo que para isso seja necessário sofrer por causa do Evangelho.
O trecho... 
| “ | Combati o bom combate, acabei a carreira, guardei a fé (II Timóteo 4:6-7) | ” |

...mostra a visão do apóstolo sobre sua trajetória de vida cristã.